# Serguei Dounovetz
Serguei Dounovetz, né le 19 mars 1959 à Paris, est un écrivain et scénariste français, auteur de romans noirs et de littérature d'enfance et de jeunesse. Il vit à Montpellier depuis 1990. Il est le créateur de la série Niki Java.

## Biographie
Il naît à Paris en 1959 dans le XIe arrondissement. Autodidacte, il écrit ses premiers poèmes à l'âge de douze ans. À seize ans, il confectionne un recueil de poésies intitulé Amertume qu'il vend à la criée sur les marchés (les textes sont ronéotypés). En 1976, il rencontre le poète Pierre Daugièras qui l’encourage.
De seize à dix-neuf ans, il pratique de nombreux métiers : factotum, huissier dans une banque, colleur d’affiches, coursier, ripeur, sauveteur en mer, maître nageur à la ville de Paris, chauffeur de maître, roadie sur les grands concerts et machiniste au Lido. En 1977, il forme le groupe de Rock « Les Maîtres Nageurs » où il chante et joue de la guitare. Suivront de nombreux concerts. Parolier (sociétaire à la SACEM), il écrit des chansons pour d’autres musiciens.
Pendant les années 1980, il crée le Studio de répétition « Macadam Bop » à Montreuil. En 1983, il enregistre un 45 tours (Production One) intitulé : Le Pompier zingueur cravateur (influence : Au Bonheur des dames) et réalise un court métrage de fiction en super 8 mm intitulé Le Couple silencieux présenté à l’université Paris IV. Il réalisera plusieurs courts-métrages expérimentaux. De 1984 à 1989, il écrit régulièrement des nouvelles dont certaines sont publiées dans des anthologies.
Au début des années 1990, il est scénariste sur des épisodes de film d’animation, et monteur sur le court métrage cinéma de Frédéric Bouquet, Ginette. Il écrit et réalise un court métrage de fiction 16 mm 100 mètres libre et sans toi (polar musical) et une pièce de théâtre : Du bout des lèvres jouée par la compagnie « La Puce qui renifle » à Montpellier. En 1994, il sort son premier roman Moviola aux Éditions Le Dilettante.
Depuis, il se consacre entièrement à l’écrit (romans, nouvelles, scénarios de BD). Il anime également des rencontres et des ateliers d'écriture en milieu scolaire et dans les prisons. Il a dirigé la collection « Polar Rock » aux éditions Mare Nostrum de Perpignan (5 titres parus).
Son roman Le Marabout de Barbès est récompensé en 2006 par le prix Polar jeunesse de Montigny-lès-Cormeilles. Il s'agit de la première enquête du jeune Niki Rakowski qui s'est choisi comme surnom « Niki Java » en référence au héros des romans policiers que lit son père. Serguei Dounovetz a publié deux romans pour grand public, La vie est une marie-salope (1997) et Born Toulouse forever (2008), ayant ce journaliste d'investigation pour héros. Avec la série jeunesse qui reprend le personnage de Niki Java, Serguei Dounovetz explore les arrondissements de Paris à la façon de Léo Malet dans Les Nouveaux Mystères de Paris. Grâce à cette série, son admiration pour Léo Malet, son style et sa parfaite connaissance de Paris, les éditions French Pulp le choisiront pour inaugurer en 2018 la série des « Nouvelles enquêtes de Nestor Burma », avec son roman Les Loups de Belleville.
Serguei Dounovetz aborde dans ses romans des sujets de société comme la formation des sectes, les groupes fascistes ou communautaires (les skinheads, gothiques), la retirada, l'économie souterraine et la drogue…
Selon le magazine culturel de la région Occitanie L'Art-vue, « Les récits de Dounovetz rejettent la langue de bois et le politiquement correct, le consensus et l'auto-flagellation. »
En 2024, il lance et coordonne une collection, La Fille du Poulpe, aux Éditions Moby Dick. Le lancement a lieu à la librairie La Tâche noire à Strasbourg le 1er juin 2024, avec la parution des deux premiers titres :  Faut pas prendre les enfants de la rue pour des connards sauvages de Maryssa Rachel et Les Cols des Amériques, de Thomas Cantaloube.

## Œuvre

### Romans

#### SérieNiki Java
1. La Vie est une marie-salope. Paris : Fleuve noir, coll. « Les Noirs » no 37, 1997, 204 p.  (ISBN 2-265-06366-5)
2. Born Toulouse forever. Perpignan : éditions Mare Nostrum, coll. « Les polars rose et noir », 2008, 190 p.  (ISBN 978-2-908476-62-0)
3. Du sang sur le maillot. Saint-Clément-de-Rivière : Avallon & co, coll. "Noire & suspense", 2024, 240 p.  (ISBN 978-2-38533-137-5)

#### SérieLe Poulpe
- Sarko et Vanzetti. Paris : Baleine, coll. "Le Poulpe" no 267, mai 2010, 256 p.  (ISBN 978-2-84219-474-1)

#### SérieLes Nouvelles Enquêtes de Nestor Burma
- Les Loups de Belleville (20e arrondissement de Paris) / préface Jérôme Leroy. Paris : French Pulp Éditions, coll. "Polar", 01/2018, 240 p.  (ISBN 979-10-251-0306-7)

#### SérieLa Fille du Poulpe
- Les Poupées rusent. Montpellier : Moby Dick, coll. "La Fille du Poulpe" n° 4, 01/2025, 158 p.  (ISBN 978-2-8207-0337-8)

#### Autres romans
- Moviola. Paris : le Dilettante, 1994, 218 p.  (ISBN 2-905344-81-4)
- Odyssée Odessa. Paris : Fleuve noir, coll. « Les Noirs » no 56, 1999, 284 p.  (ISBN 2-265-06666-4)Rééd. Paris : Le Dilettante, 2012, 285 p.  (ISBN 978-2-84263-712-5)
- L'Enfant beau / avec des illustrations de Raymond Salvaje. Montpellier : Salvaje Productions, coll. "Le Ventre et l'Œil. Carnet" n° 15, 1999, 30 p.
- Fleur de bagne. Paris : Fleuve noir, coll. « Nuit grave » no 12, 1999, 95 p. Rééd. Charlieu : la Bartavelle éd., coll. "La Bartavelle noire", 2000.  (ISBN 2-87744-544-5) ; Perpignan : éditions Mare Nostrum, coll. « Polar Rock » no 1, 2007, 94 p.  (ISBN 978-2-908476-53-8)
- Mata-gossos / préface Jean-Bernard Pouy. Baixas : Balzac éd., coll. « Train jaune », 2003, 123 p.  (ISBN 2-913907-31-8) Rééd. sous le titre Tue chien, Montpellier : Alter books, coll. « Polar », 2013, 124 p.  (ISBN 978-2-8207-0073-5)
- Vipères au train. Paris : la Vie du rail, coll. « Rail noir » no 6, 2004, 149 p.  (ISBN 2-915034-14-1)
- Spirit 59. Monaco ; Paris : Éd. du Rocher, coll. « Novella SF », 2006, 154 p.  (ISBN 2-268-06012-8)
- Un ange sans elle (titre primitif : Nombril). Paris : Moisson Rouge-Alvik, 2008, 300 p.  (ISBN 978-2-914833-83-7)
- Les Gens sérieux ne se marient pas à Vegas. Paris : French Pulp Éditions, coll. "Polar", 03/2018, 284 p.  (ISBN 979-10-251-0299-2)

- Marécages : roman noir. Paris : Balland, 08/2021, 409 p.  (ISBN 978-2-94063-279-4)

### Ouvrages de littérature d'enfance et de jeunesse

#### SérieLes Enquêtes de Niki Java
1. Le Marabout de Barbès (18e arrondissement de Paris). Prix Polar jeunesse de Montigny-lès-Cormeilles 2006.
  1. Paris : Syros jeunesse, coll. « Souris noire », 2005, 121 p.  (ISBN 2-7485-0386-4)
  2. Paris : Syros jeunesse, coll. « Souris noire », 2009, 121 p.  (ISBN 978-2-7485-0822-2)
  3. Paris : Syros jeunesse, coll. « Souris noire », 2011, 128 p.  (ISBN 978-2-7485-1120-8)
2. Les Gothiques du Père-Lachaise (20e arrondissement de Paris)
  1. Paris : Syros jeunesse, coll. « Souris noire », 2008, 283 p.  (ISBN 978-2-7485-0696-9)
3. Le Rap de la Butte-aux-Cailles (13e arrondissement de Paris)
  1. Paris : Syros jeunesse, coll. « Souris noire », 2011, 144 p.  (ISBN 978-2-7485-1087-4)
4. Niki Java traque la banque (7e arrondissement de Paris)
  1. Paris : Syros jeunesse, coll. « Souris noire », janv. 2014, 176 p.  (ISBN 978-2-74-851525-1)

#### Autres ouvrages pour la Jeunesse
- Soleil de nuit : nouvelle policière / illustration par Marion Dounovetz. Montpellier : Salvaje Productions, coll. "Le Ventre et l'Œil", 2000, 30 p.
- Plongée en eau trouble / illustration de couverture par Jacques Ferrandez. Paris : Syros jeunesse, 2003, 88 p. (Collection Souris noire).  (ISBN 2-7485-0164-0)
- Gino, le rhino / illustration par François Bouët. Sommières : Romain Pages Éditions, 2004, 28 p. (Les Contes du gecko).  (ISBN 2-84350-178-4) (BNF 39976087)

### Récits / Trilogie Chefdeville
1. L’Atelier d’écriture, sous le pseudonyme de Chefdeville. Paris : Le Dilettante, 2009, 252 p.  (ISBN 978-2-84263-165-9)
2. Je me voyais déjà, sous le pseudonyme de Chefdeville. Paris : Le Dilettante, 2012, 288 p.  (ISBN 978-2-84263-697-5)
3. L'Amour en super 8, sous le pseudonyme Chefdeville. Paris : le Dilettante, 2016, 284 p.  (ISBN 978-2-84263-854-2)

### Bandes dessinées
- L'Ange de la retirada[6], scénario de Serguei Dounovetz ; dessin de Paco Roca. Saint-Jean de Védas : 6 pieds sous terre, 2010. (Plantigrade).  (ISBN 978-2-35212-055-1)
  - L'album existe aussi dans une trad. espagnole : El ángel de la retirada. Barcelone : Bang, 2010, 62 p. (Chispa).  (ISBN 9788415051244) (BNF 45158504)

### Recueils de nouvelles
- Le Doigt sur la détente et autres histoires (recueil de 13 nouvelles). Paris : Aumage éd., 2003, 173 p.  (ISBN 2-915070-01-6)
- La Vie est une immense cafétéria (recueil de 12 nouvelles). Marseille : Aaarg éditions, coll. "Canaille", oct. 2015, 140 p.  (ISBN 978-2-37031-037-8)
- Un piranha ne fait pas le printemps (recueil de 10 nouvelles). Argentan : Zinédi, coll. "Textures", 2021, 200 p.  (ISBN 978-2-84859-226-8)

### Nouvelles

#### Dans des anthologies
- Sarah et les insectes, dans Douze et amères : nouvelles noires / textes recueillis par Natalie Beunat. Paris : Fleuve noir, 1997, p. 149-175. (Les Noirs ; 36).  (ISBN 2-265-06359-2)
- La Musique adoucit les meurtres, dans 13 cours des Chevaliers du Mail, 34000 Montpellier : roman collectif. Nice : Éd. du Ricochet, 04/1998, p. 127-144 (Les 13 voies du Ricochet).  (ISBN 2-911013-14-X)
- Bureau des affaires anonymes, dans Lettres anonymes : par 17 écrivains du roman noir. Grignan : Éd. Colophon, 1998, 51 p.  (ISBN 2-9509897-4-8)
- Cafet'blues, dans Noir comme Eros : 22 nouvelles noires érotiques. Charlieu : la Bartavelle éd., 2000, 243 p. (La Bartavelle noire).  (ISBN 2-87744-575-5)
- À l'ombre du désert, dans Noir Été : nouvelles. Paris : Fleuve noir, 2000, p. 71-91 (éd. hors commerce Maison de la Presse)
- Champagne, dans Le Dernier Livre : nouvelles. Ermont : Nouvelle donne ; Paris : Nestiveqnen éd., 2002. (Nouvelle donne collection ; 5).  (ISBN 2-910899-51-9)
- L'Imposteur, dans D'ici à nulle part : hommage à Charles Bukowski / présenté par Richard Comballot. Paris : Eden, 2004.  (ISBN 2-915525-00-5)
- Walther, mon meilleur ami / ill. Manu Clabecq, dans D'ici : nouvelles écrites et illustrées en Languedoc-Roussillon. Montpellier : Anatome, 2006, p. 124-130.
- Und immer wieder Rote (Le Sang de la treille), dans Mord im Weinkeller : 12 Kriminalgeschichten mit ausgesuchten Weinempfehlungen sowie vielen Rezepten für exquisite Weinbegleitspeisen, Hildesheim : Gerstenberg, 2007,p. 132-146, ill. Bengt Fosshag.  (ISBN 978-3-8369-2661-4)
- Le Dernier pour la route, dans Nouvelles de la révolte : 1907-2007. Perpignan : Cap Béar, 2007.  (ISBN 978-2-35066-039-4)
- Pirate, dans Noir Roussillon : quinze nouvelles policières. Perpignan : éditions Mare Nostrum, 2007, p. 95-102. (Les Polars catalans).  (ISBN 978-2-908476-51-4)
- La Main du Diable, dans Dimension de Capes et d'Esprits (tome 1) : anthologie de fantasy historique présentée par Éric Boissau. Encino, CA : Black Coat Press, 2010, 314 p. (Rivière Blanche. Fusée ; 12).  (ISBN 978-1-935558-72-9)
- We're outta here, dans Ramones : 18 nouvelles punk et noires. Paris : Buchet-Chastel, 2011, p. 213-220.  (ISBN 978-2-283-02490-4)
- Brigitte Bardot Cambodgienne, dans La Souris déglinguée : 30 nouvelles lysergiques / sous la dir. de Jean-Noël Levavasseur. Rosières-en-Haye : Camion Blanc, 2011.  (ISBN 978-2-35779-161-9)
- Mission d’intérim, dans The Doors : 23 nouvelles aux portes du noir / sous la dir. de Jean-Noël Levavasseur ; illustrations de Riff Reb's. Paris : Buchet-Chastel, 2012.  (ISBN 978-2-283-02582-6)
- Killer bees / chercheur associé Martin Giurfa (neurobiologiste du comportement au CRCA), dans Laboratoires du noir. Portet-sur-Garonne : Nouvelles Éditions Loubatières, 2012.  (ISBN 978-2-86266-682-2)
- Après le casse, dans Silence on tourne ! : nouvelles du festival Mauves en Noir 2013. Mauves-sur-Loire, 2013, p. 52-58.  (ISBN 978-2-9528839-6-2)
- Come see me, dans Stories of Little Bob : histoires pour Roberto : 24 auteurs rendent hommage à Little Bob / sous la dir. de Jean-Noël Levavasseur. Roubaix : Nouvelles Éd. Krakoen, 2013, p. 37-46. (Court-Lettrages).  (ISBN 978-2-36794-023-6)
- Dinde, dans Bonnes Fêtes : vos 13 desserts littéraires / préf. Gilles Foveau. Marseille : Rouge Safran, 2013, p. 88-94. (Colombo).  (ISBN 979-10-92001-04-4)
- Un piranha dans la tête, dans Étrange étranger : nouvelles pour la Cimade / sous la dir. de Patrick Mosconi. Paris : la Manufacture de livres, 2015, 129 p.  (ISBN 978-2-35887-114-3). NB : reprise sous un nouveau titre de la nouvelle Un piranha dans la baie thune (publié dans Liberté 62 : l’hebdomadaire communiste du Pas-de-Calais, 2010).
- Bunny, dans Dimension New York 2 / textes réunis par Philippe Ward. Encino, CA : Black Coat Press, coll. "Rivière Blanche. Fusée" n° 58, 2017.  (ISBN 978-1-61227-641-0)
- The Magnificent Seven, dans Sandinista ! : Hommage à The Clash : 12 nouvelles 12 auteurs Rock et Polar (vol. 1) / sous la direction de Jean-Noël Levavasseur ; préf. de Caryl Ferey ; illustrations Jean-Christophe Chauzy. Rennes : Éd. Goater, coll. "Goater noir" n°19, 11/2017 p. 7-20.  (ISBN 978-2-918647-97-3). Tirage : 1500 exemplaires. Vendu aussi en coffret 3 vol. Sandinista ! : Hommage à The Clash : 36 nouvelles 36 auteurs Rock et Polar  (ISBN 978-2-918647-16-4). Tirage : 1000 exemplaires.
- Le Rap des Rapetou, dans Parce que ça nous plaît : 20 nouvelles électriques autour d'OTH [7], sous la direction de Jean-Noël Levavasseur ; préface par Spi. Tarnos : Kicking records, 2019.  (ISBN 978-2-9534059-7-2)
- À coups de batte, dans Au nom de la loi : vingt sentences autour du groupe Les $heriff / sous la direction de Jean-Noël Levavasseur ; préface de Nasty Samy. Tarnos : Kicking records, 2019, p. 99-106.  (ISBN 978-2-9534059-8-9)

#### Dans la presse
- Porte-de-Vanves. Walther, mon meilleur ami, par SERGUEI DOUNOVETZ. , Libération, 13 juillet 1999.
- « Montpellier 2101 », ill. P'tit Luc. Midi Libre, juillet 2001.
- « Rancune », Ligne noire spécial festival 2004, 2004, p. 67-74. Reprise avec une ill. Antoine Brivet, Black Mamba : la revue des Pulp littératures, Éd. Céléphaïs, été 2008, n° 11, p. 20-26.  (ISBN 978-2-35477-009-9)
- « Un piranha dans la baie thune ». Liberté 62 : l’hebdomadaire communiste du Pas-de-Calais. Publication en trois épisodes. [1]- N° 908, 9-15 avril 2010. [2]- N° 909, 16-22 avril 2010. [3]- N° 910, 23-29 avril 2010
- « Champagne », Suppl. à La Gazette de Montpellier, 20 mai 2010, n° 1144.
- « Le Petit Commerce », Aaarg ! : bandes dessinées & cultures à la masse, novembre-décembre 2013, n° 1.  (ISBN 978-2-37031-000-2)
- « L'Imposteur », Aaarg ! : bandes dessinées & cultures à la masse, mi-août mi-octobre 2014, n° 5, p. 88-92.  (ISBN 978-2-37031-015-6)
- « Il joue du piano avec les doigts des autres », Aaarg ! : bandes dessinées & cultures à la masse, janvier-février 2015, n° 7, p. 166-167.  (ISBN 978-2-37031-021-7)
- « Fanny, Le Tonkin sonne pour des prunes », ill. Jo Dounovetz, Midi Libre, 29 décembre 2017, p. 5, rubr. « Nouvelles de Noël » 5/7.

#### Opuscules
- Le Doigt sur la détente. Paris : Aumage éd., coll. « Les nouvelles du voyageur : noir » no 1, 2002, 22 p.  (ISBN 2-9517955-7-2)
- Killer bees. Nouvelle offerte par le FIRN (Festival International du roman Noir), de Frontignan, 09/2020. Ill. de Laurent Lolmède.

## Filmographie
- 1983 : Le Couple silencieux, court métrage de fiction en super 8 mm présenté à l’université Paris IV.
- 1995 : 100 mètres libre et sans toi, court métrage, polar musical.
- 2011 : Le Fantôme de la frontière (docu-fiction), avec Clémence Fulleda et Gérard Rampant.
- 2019 : Western Z : photoroman musical, réalisé par Serguei Dounovetz et écrit par Debby Cha Cha Cha et Serguei Dounovetz, agrémenté de peintures de Jean-Paul Bocaj.

## Théâtrographie
- 2003 : Du bout des lèvres. Texte original : Serguei Dounovetz. Mise en scène : Bernard Liger. Comédiens : Pascale Barandon, Marie-Hélène Courtin, Irène Fabry. Coproduction : Cie La Puce qui renifle. Théâtre Ipso Facto, Montpellier.
- 2016 : Tue chien. Adaptation : Joel Collot, d'après le roman de Serguei Dounovetz. Mise en scène et interprétation : Véronique Massat, Allice Mercadier et Joël Collot. Compagnie Art Mixte[8].

## Discographie
- Le Pompier zingueur cravateur / Les Maîtres nageurs. 45 tours. Production One - 1983. Influence : Au Bonheur des Dames. (BNF 38175387)

### Sources
- Claude Mesplède (dir.), Dictionnaire des littératures policières, vol. 1 : A - I, Nantes, Joseph K, coll. « Temps noir », 2003, 918 p. (ISBN 2-910686-32-9 et 2-910-68631-0), « Dounovetz, Serguei », p. 532-533.
- Claude Mesplède (dir.), Dictionnaire des littératures policières, vol. 1 : A - I, Nantes, Joseph K, coll. « Temps noir », 2007, 1054 p. (ISBN 978-2-910686-44-4, OCLC 315873251), « Dounovetz, Serguei », p. 615-616.